# HD 77887
HD 77887 är en ensam stjärna i den mellersta delen av stjärnbilden Flygfisken. Den har en  skenbar magnitud av ca 5,87 och är svagt synlig för blotta ögat där ljusföroreningar ej förekommer. Baserat på parallax enligt Gaia Data Release 2 på ca 4,4 mas, beräknas den befinna sig på ett avstånd på ca 740 ljusår (ca 226 parsek) från solen. Den rör sig bort från solen med en heliocentrisk radialhastighet på ca 14 km/s.

## Egenskaper
HD 77887 är en röd till orange jättestjärna av spektralklass M1 III, som har förbrukat förrådet av väte i dess kärna och utvecklats bort från huvudserien. Den har en massa som är ca 1,2 solmassor, en radie som är ca 52 solradier och har ca 600 gånger solens utstrålning av energi från dess fotosfär vid en effektiv temperatur av ca 4 000 K.
HD 76270 misstänks ha en långsamt oregelbunden variabilitet med en amplitud av ca 0,1 magnitud och har en metallhalt motsvarande solens.